# Колобаева, Марина Викторовна
Марина Викторовна Колобаева (род. 29 августа 1984) — российская спортсменка, бронзовый призёр чемпионатов России по вольной борьбе 2008-2010 годов, мастер спорта России.

## Спортивные результаты
- Чемпионат России по женской борьбе 2008 года — ;
- Чемпионат России по женской борьбе 2009 года — ;
- Чемпионат России по женской борьбе 2010 года — ;